# 文聖拳
文聖拳，又稱五步架、杜家拳、神拳、长寿拳，山東拳術，為中國武術流派之一。

## 源流
传为宋太祖赵匡胤后代，将赵匡胤所习的老洪拳和文功静坐法相结合，发展演变为文圣拳。“文”字取意于文功静坐之法，“圣”字显其拳理高深。清朝乾隆年间，山东冠县杨四海将文圣拳传嘉祥县的杜宏信。后杜宏信返回家乡广授文圣拳技艺，杜去世后，为纪念他，将文圣拳称为“杜家拳”。

## 介紹
文圣拳动作稳健，无窜崩跳跃，五步之距就可练拳，人们又称之为“五步架”，文聖拳實戰之時，以欲動待發的整體彈性內勁為內功之本，全身上下左右內外協調均勻，進擊的關鍵在於整體發勁，瞬間控制，出手打擊時，打即得勁，控制對手。得勁控制瞬間完善自我整體發勁，破壞對手平衡，並在交手時不斷完善協調自身，確保自身構架均整平衡。

## 套路
文聖拳的武功套路包含基本功一路架，及二路架、三路托打，器械套路則有六合大枪，绝命枪，九路梅花大刀等。

## 來源
1. 1 2  .   [2022-12-21]. （原始内容存档于2022-12-21）.
2. ↑  王安林《文圣拳学实战技法》